# 24 uur van Le Mans 1984
De 24 uur van Le Mans 1984 was de 52e editie van deze endurancerace. De race werd verreden op 16 en 17 juni 1984 op het Circuit de la Sarthe nabij Le Mans, Frankrijk.
De race werd gewonnen door de New-Man Joest Racing #7 van Henri Pescarolo en Klaus Ludwig. Voor Pescarolo was het zijn vierde Le Mans-zege, terwijl Ludwig zijn tweede overwinning behaalde. De C2-klasse werd gewonnen door de B.F. Goodrich Company #68 van John O'Steen, John Morton en Yoshimi Katayama. De B-klasse werd gewonnen door de Helmut Gall #109 van Philippe Dagoreau, Jean-François Yvon en Pierre de Thoisy. De IMSA GTO-klasse werd gewonnen door de Raymond Touroul #122 van Raymond Touroul, Valentin Bertapelle en Thierry Perrier.

## Race
Winnaars in hun klasse zijn vetgedrukt. Auto's die minder dan 70% van de afstand van de winnaar (252 ronden) hadden afgelegd werden niet geklasseerd. De #16 GTi Engineering werd gediskwalificeerd omdat deze technische assistentie kreeg terwijl de auto nog op het circuit reed.
| Pos. | Klasse   | No. | Team                                              | Coureurs                                                  | Chassis                              | Banden | Ronden |
| Pos. | Klasse   | No. | Team                                              | Coureurs                                                  | Motor                                | Banden | Ronden |
| ---- | -------- | --- | ------------------------------------------------- | --------------------------------------------------------- | ------------------------------------ | ------ | ------ |
| 1    | C1       | 7   | New-Man Joest Racing                              | Henri Pescarolo Klaus Ludwig                              | Porsche 956B                         | D      | 360    |
| 1    | C1       | 7   | New-Man Joest Racing                              | Henri Pescarolo Klaus Ludwig                              | Porsche Type-935 2.6L Turbo Flat-6   | D      | 360    |
| 2    | C1       | 26  | Henn's T-Bird Swap Shop                           | Jean Rondeau John Paul jr.                                | Porsche 956                          | G      | 358    |
| 2    | C1       | 26  | Henn's T-Bird Swap Shop                           | Jean Rondeau John Paul jr.                                | Porsche Type-935 2.6L Turbo Flat-6   | G      | 358    |
| 3    | C1       | 33  | Skoal Bandit Porsche Team John Fitzpatrick Racing | David Hobbs Philippe Streiff Sarel van der Merwe          | Porsche 956B                         | Y      | 351    |
| 3    | C1       | 33  | Skoal Bandit Porsche Team John Fitzpatrick Racing | David Hobbs Philippe Streiff Sarel van der Merwe          | Porsche Type-935 2.6L Turbo Flat-6   | Y      | 351    |
| 4    | C1       | 9   | Brun Motorsport GmbH                              | Walter Brun Leopold van Beieren Bob Akin                  | Porsche 956B                         | D      | 340    |
| 4    | C1       | 9   | Brun Motorsport GmbH                              | Walter Brun Leopold van Beieren Bob Akin                  | Porsche Type-935 2.6L Turbo Flat-6   | D      | 340    |
| 5    | C1       | 12  | New-Man Joest Racing Schornstein Racing Team      | Volkert Merl Dieter Schornstein Louis Krages              | Porsche 956                          | D      | 340    |
| 5    | C1       | 12  | New-Man Joest Racing Schornstein Racing Team      | Volkert Merl Dieter Schornstein Louis Krages              | Porsche Type-935 2.6L Turbo Flat-6   | D      | 340    |
| 6    | C1       | 11  | Porsche Kremer Racing                             | Vern Schuppan Alan Jones Jean-Pierre Jarier               | Porsche 956B                         | D      | 337    |
| 6    | C1       | 11  | Porsche Kremer Racing                             | Vern Schuppan Alan Jones Jean-Pierre Jarier               | Porsche Type-935 2.6L Turbo Flat-6   | D      | 337    |
| 7    | C1       | 20  | Brun Motorsport GmbH                              | Massimo Sigala Oscar Larrauri Joël Gouhier                | Porsche 956                          | D      | 335    |
| 7    | C1       | 20  | Brun Motorsport GmbH                              | Massimo Sigala Oscar Larrauri Joël Gouhier                | Porsche Type-935 2.6L Turbo Flat-6   | D      | 335    |
| 8    | C1       | 4   | Martini Racing                                    | Bob Wollek Alessandro Nannini                             | Lancia LC2                           | D      | 326    |
| 8    | C1       | 4   | Martini Racing                                    | Bob Wollek Alessandro Nannini                             | Ferrari 308C 3.0L Turbo V8           | D      | 326    |
| 9    | C1       | 17  | Porsche Kremer Racing                             | Tiff Needell David Sutherland Rusty French                | Porsche 956                          | D      | 321    |
| 9    | C1       | 17  | Porsche Kremer Racing                             | Tiff Needell David Sutherland Rusty French                | Porsche Type-935 2.6L Turbo Flat-6   | D      | 321    |
| 10   | C2       | 68  | B.F. Goodrich Company                             | John O'Steen John Morton Yoshimi Katayama                 | Lola T616                            | BF     | 320    |
| 10   | C2       | 68  | B.F. Goodrich Company                             | John O'Steen John Morton Yoshimi Katayama                 | Mazda 13B 1.3L 2-Rotor               | BF     | 320    |
| 11   | C2       | 93  | Jean-Philippe Grand Graff Racing                  | Jean-Philippe Grand Jean-Paul Libert Pascal Witmeur       | Rondeau M379                         | A      | 310    |
| 11   | C2       | 93  | Jean-Philippe Grand Graff Racing                  | Jean-Philippe Grand Jean-Paul Libert Pascal Witmeur       | Ford Cosworth DFV 3.0L V8            | A      | 310    |
| 12   | C2       | 67  | B.F. Goodrich Company                             | Jim Busby Boy Hayje Rick Knoop                            | Lola T616                            | BF     | 295    |
| 12   | C2       | 67  | B.F. Goodrich Company                             | Jim Busby Boy Hayje Rick Knoop                            | Mazda 13B 1.3L 2-Rotor               | BF     | 295    |
| 13   | C1       | 37  | McCormack and Dodge                               | Jim Mullen Walt Bohren Alain Ferté                        | Rondeau M482                         | G      | 293    |
| 13   | C1       | 37  | McCormack and Dodge                               | Jim Mullen Walt Bohren Alain Ferté                        | Ford Cosworth DFL 3.3L V8            | G      | 293    |
| 14   | B        | 109 | Helmut Gall                                       | Philippe Dagoreau Jean-François Yvon Pierre de Thoisy     | BMW M1                               | D      | 292    |
| 14   | B        | 109 | Helmut Gall                                       | Philippe Dagoreau Jean-François Yvon Pierre de Thoisy     | BMW M88/1 3.5L I6                    | D      | 292    |
| 15   | C2       | 87  | Mazdaspeed Co. Ltd.                               | Dave Kennedy Jean-Michel Martin Philippe Martin           | Mazda 727C                           | D      | 291    |
| 15   | C2       | 87  | Mazdaspeed Co. Ltd.                               | Dave Kennedy Jean-Michel Martin Philippe Martin           | Mazda 13B 1.3L 2-Rotor               | D      | 291    |
| 16   | B        | 106 | Claude Haldi                                      | Claude Haldi Altfrid Heger Jean Krucker                   | Porsche 930                          | M      | 285    |
| 16   | B        | 106 | Claude Haldi                                      | Claude Haldi Altfrid Heger Jean Krucker                   | Porsche 3.3L Turbo Flat-6            | M      | 285    |
| 17   | IMSA GTO | 122 | Raymond Touroul                                   | Raymond Touroul Valentin Bertapelle Thierry Perrier       | Porsche 911 SC                       | M      | 283    |
| 17   | IMSA GTO | 122 | Raymond Touroul                                   | Raymond Touroul Valentin Bertapelle Thierry Perrier       | Porsche 3.0L Flat-6                  | M      | 283    |
| 18   | IMSA GTO | 123 | Equipe Alméras Frères                             | Jean-Marie Alméras Jacques Alméras Tom Winters            | Porsche 930                          | M      | 268    |
| 18   | IMSA GTO | 123 | Equipe Alméras Frères                             | Jean-Marie Alméras Jacques Alméras Tom Winters            | Porsche 3.3L Turbo Flat-6            | M      | 268    |
| 19   | C2       | 81  | Scuderia Jolly Club                               | Almo Coppelli Davide Pavia Guido Daccò                    | Alba AR2                             | A      | 262    |
| 19   | C2       | 81  | Scuderia Jolly Club                               | Almo Coppelli Davide Pavia Guido Daccò                    | Giannini Carma FF 2.0L Turbo I4      | A      | 262    |
| 20   | C2       | 86  | Mazdaspeed Co. Ltd.                               | Pierre Dieudonné Takashi Yorino Yojiro Terada             | Mazda 727C                           | D      | 261    |
| 20   | C2       | 86  | Mazdaspeed Co. Ltd.                               | Pierre Dieudonné Takashi Yorino Yojiro Terada             | Mazda 13B 1.3L 2-Rotor               | D      | 261    |
| 21   | C2       | 80  | Scuderia Jolly Club                               | Martino Finotto Carlo Facetti Marco Vanoli                | Alba AR2                             | A      | 258    |
| 21   | C2       | 80  | Scuderia Jolly Club                               | Martino Finotto Carlo Facetti Marco Vanoli                | Giannini Carma FF 2.0L Turbo I4      | A      | 258    |
| 22   | B        | 107 | Raymond Boutinaud                                 | Raymond Boutinaud Philippe Renault Giles Guinand          | Porsche 928S                         | D      | 255    |
| 22   | B        | 107 | Raymond Boutinaud                                 | Raymond Boutinaud Philippe Renault Giles Guinand          | Porsche 4.7L V8                      | D      | 255    |
| DNF  | IMSA GTP | 44  | Jaguar Group 44                                   | Brian Redman Doc Bundy Bob Tullius                        | Jaguar XJR-5                         | G      | 291    |
| DNF  | IMSA GTP | 44  | Jaguar Group 44                                   | Brian Redman Doc Bundy Bob Tullius                        | Jaguar 6.0L V12                      | G      | 291    |
| DNF  | C1       | 5   | Martini Racing                                    | Paolo Barilla Hans Heyer Mauro Baldi                      | Lancia LC2                           | D      | 275    |
| DNF  | C1       | 5   | Martini Racing                                    | Paolo Barilla Hans Heyer Mauro Baldi                      | Ferrari 308C 3.0L Turbo V8           | D      | 275    |
| DNF  | C1       | 21  | Charles Ivey Racing                               | Alain de Cadenet Allan Grice Chris Craft                  | Porsche 956                          | D      | 274    |
| DNF  | C1       | 21  | Charles Ivey Racing                               | Alain de Cadenet Allan Grice Chris Craft                  | Porsche Type-935 2.6L Turbo Flat-6   | D      | 274    |
| DNF  | IMSA GTP | 61  | Henn's T-Bird Swap Shop                           | Michel Ferté Edgar Dören Preston Henn                     | Porsche 962                          | G      | 247    |
| DNF  | IMSA GTP | 61  | Henn's T-Bird Swap Shop                           | Michel Ferté Edgar Dören Preston Henn                     | Porsche Type-935 2.9L Turbo Flat-6   | G      | 247    |
| DNF  | C1       | 14  | GTi Engineering                                   | Jan Lammers Jonathan Palmer                               | Porsche 956                          | D      | 239    |
| DNF  | C1       | 14  | GTi Engineering                                   | Jan Lammers Jonathan Palmer                               | Porsche Type-935 2.6L Turbo Flat-6   | D      | 239    |
| DNF  | IMSA GTP | 40  | Jaguar Group 44                                   | Tony Adamowicz John Marshall Watson Claude Ballot-Léna    | Jaguar XJR-5                         | G      | 212    |
| DNF  | IMSA GTP | 40  | Jaguar Group 44                                   | Tony Adamowicz John Marshall Watson Claude Ballot-Léna    | Jaguar 6.0L V12                      | G      | 212    |
| DNF  | C1       | 8   | New-Man Joest Racing                              | Stefan Johansson Jean-Louis Schlesser Mauricio de Narváez | Porsche 956                          | D      | 170    |
| DNF  | C1       | 8   | New-Man Joest Racing                              | Stefan Johansson Jean-Louis Schlesser Mauricio de Narváez | Porsche Type-935 2.6L Turbo Flat-6   | D      | 170    |
| DNF  | C1       | 38  | Dorset Racing Associates                          | Nick Faure Mark Galvin Richard Jones                      | Dome RC82                            | D      | 156    |
| DNF  | C1       | 38  | Dorset Racing Associates                          | Nick Faure Mark Galvin Richard Jones                      | Ford Cosworth DFL 3.3L V8            | D      | 156    |
| DNF  | C1       | 50  | Primagaz                                          | Pierre Yver Bernard de Dryver Pierre-François Rousselot   | Rondeau M382                         | M      | 155    |
| DNF  | C1       | 50  | Primagaz                                          | Pierre Yver Bernard de Dryver Pierre-François Rousselot   | Ford Cosworth DFV 3.0L V8            | M      | 155    |
| DNF  | C1       | 13  | Primagaz                                          | Yves Courage Michel Dubois John Jellinek                  | Cougar C02                           | M      | 153    |
| DNF  | C1       | 13  | Primagaz                                          | Yves Courage Michel Dubois John Jellinek                  | Ford Cosworth DFL 3.3L V8            | M      | 153    |
| DNF  | C1       | 47  | Obermaier Racing GmbH                             | Jürgen Lässig George Fouché John Graham                   | Porsche 956                          | D      | 147    |
| DNF  | C1       | 47  | Obermaier Racing GmbH                             | Jürgen Lässig George Fouché John Graham                   | Porsche Type-935 2.6L Turbo Flat-6   | D      | 147    |
| DNF  | IMSA GTO | 121 | Charles Ivey Racing                               | David Ovey Paul Smith Margie Smith-Haas                   | Porsche 930                          | A      | 146    |
| DNF  | IMSA GTO | 121 | Charles Ivey Racing                               | David Ovey Paul Smith Margie Smith-Haas                   | Porsche 3.3L Turbo Flat-6            | A      | 146    |
| DNF  | C1       | 34  | Team Australia John Fitzpatrick Racing            | Peter Brock Larry Perkins                                 | Porsche 956                          | D      | 145    |
| DNF  | C1       | 34  | Team Australia John Fitzpatrick Racing            | Peter Brock Larry Perkins                                 | Porsche Type-935 2.6L Turbo Flat-6   | D      | 145    |
| DSQ  | C1       | 16  | GTi Engineering                                   | Richard Lloyd Nick Mason René Metge                       | Porsche 956                          | D      | 139    |
| DSQ  | C1       | 16  | GTi Engineering                                   | Richard Lloyd Nick Mason René Metge                       | Porsche Type-935 2.6L Turbo Flat-6   | D      | 139    |
| DNF  | C1       | 23  | WM Secateva                                       | Roger Dorchy Alain Couderc Gerard Patté                   | WM P83B                              | M      | 122    |
| DNF  | C1       | 23  | WM Secateva                                       | Roger Dorchy Alain Couderc Gerard Patté                   | Peugeot PRV 2.8L Turbo V6            | M      | 122    |
| DNF  | C1       | 6   | BP Résidences Malardeau Scuderia Jolly Club       | Pierluigi Martini Xavier Lapeyre Beppe Gabbiani           | Lancia LC2                           | D      | 117    |
| DNF  | C1       | 6   | BP Résidences Malardeau Scuderia Jolly Club       | Pierluigi Martini Xavier Lapeyre Beppe Gabbiani           | Ferrari 308C 3.0L Turbo V8           | D      | 117    |
| DNF  | B        | 101 | Jens Winther Team Castrol                         | Jens Winther David Mercer Lars-Viggo Jensen               | BMW M1                               | A      | 96     |
| DNF  | B        | 101 | Jens Winther Team Castrol                         | Jens Winther David Mercer Lars-Viggo Jensen               | BMW M88/1 3.5L I6                    | A      | 96     |
| DNF  | IMSA GTP | 62  | Pegasus Racing Ltd.                               | Ken Marsden jr. Marion L. Speer Wayne Pickering           | March 84G                            | G      | 95     |
| DNF  | IMSA GTP | 62  | Pegasus Racing Ltd.                               | Ken Marsden jr. Marion L. Speer Wayne Pickering           | Buick 3.3L Turbo V6                  | G      | 95     |
| DNF  | C1       | 31  | Viscount Downe Aston Martin                       | Ray Mallock Drake Olson                                   | Nimrod NRA/C2B                       | A      | 94     |
| DNF  | C1       | 31  | Viscount Downe Aston Martin                       | Ray Mallock Drake Olson                                   | Aston Martin-Tickford DP1229 5.3L V8 | A      | 94     |
| DNF  | C1       | 32  | Viscount Downe Aston Martin                       | John Sheldon Mike Salmon Richard Attwood                  | Nimrod NRA/C2B                       | A      | 92     |
| DNF  | C1       | 32  | Viscount Downe Aston Martin                       | John Sheldon Mike Salmon Richard Attwood                  | Aston Martin-Tickford DP1229 5.3L V8 | A      | 92     |
| DNF  | C1       | 24  | WM Secateva                                       | Michel Pignard Jean-Daniel Raulet Pascal Pessiot          | WM P83B                              | M      | 74     |
| DNF  | C1       | 24  | WM Secateva                                       | Michel Pignard Jean-Daniel Raulet Pascal Pessiot          | Peugeot PRV 2.8L Turbo V6            | M      | 74     |
| DNF  | C1       | 55  | Skoal Bandit Porsche Team John Fitzpatrick Racing | Rupert Keegan Guy Edwards Roberto Moreno                  | Porsche 962                          | Y      | 72     |
| DNF  | C1       | 55  | Skoal Bandit Porsche Team John Fitzpatrick Racing | Rupert Keegan Guy Edwards Roberto Moreno                  | Porsche Type-935 2.6L Turbo Flat-6   | Y      | 72     |
| DNF  | B        | 114 | Michel Lateste                                    | Michel Lateste Michel Bienvault André Gahinet             | Porsche 930                          | M      | 70     |
| DNF  | B        | 114 | Michel Lateste                                    | Michel Lateste Michel Bienvault André Gahinet             | Porsche 3.3L Turbo Flat-6            | M      | 70     |
| DNF  | C2       | 70  | Spice-Tiga Racing                                 | Gordon Spice Ray Bellm Neil Crang                         | Tiga GC84                            | A      | 69     |
| DNF  | C2       | 70  | Spice-Tiga Racing                                 | Gordon Spice Ray Bellm Neil Crang                         | Ford Cosworth DFL 3.3L V8            | A      | 69     |
| DNF  | IMSA GTX | 27  | Scuderia Bellancauto                              | Roberto Marazzi Maurizio Micangeli Dominique Lacaud       | Ferrari 512BB/LM                     | D      | 65     |
| DNF  | IMSA GTX | 27  | Scuderia Bellancauto                              | Roberto Marazzi Maurizio Micangeli Dominique Lacaud       | Ferrari 5.0L Flat-12                 | D      | 65     |
| DNF  | C2       | 48  | John Bartlett Racing                              | François Migault Steve Kempton François Sérvanin          | Lola T610                            | D      | 52     |
| DNF  | C2       | 48  | John Bartlett Racing                              | François Migault Steve Kempton François Sérvanin          | Ford Cosworth DFL 3.3L V8            | D      | 52     |
| DNF  | C1       | 45  | Christian Bussi                                   | Christian Bussi Jack Griffin Bruno Ilien                  | Rondeau M382                         | D      | 49     |
| DNF  | C1       | 45  | Christian Bussi                                   | Christian Bussi Jack Griffin Bruno Ilien                  | Ford Cosworth DFL 3.3L V8            | D      | 49     |
| DNF  | C2       | 79  | A.D.A. Engineering                                | Ian Harrower Bill Wolff Glen Smith                        | ADA 01                               | A      | 42     |
| DNF  | C2       | 79  | A.D.A. Engineering                                | Ian Harrower Bill Wolff Glen Smith                        | Ford Cosworth DFL 3.3L V8            | A      | 42     |
| DNF  | C2       | 85  | Hubert Striebig                                   | Hubert Striebig Jacques Heuclin Noël del Bello            | Sthemo SM C2                         | D      | 41     |
| DNF  | C2       | 85  | Hubert Striebig                                   | Hubert Striebig Jacques Heuclin Noël del Bello            | BMW M88/1 3.5L I6                    | D      | 41     |
| DNF  | C2       | 77  | Ecurie Ecosse                                     | Mike Wilds David Duffield David Leslie                    | Ecosse C284                          | A      | 36     |
| DNF  | C2       | 77  | Ecurie Ecosse                                     | Mike Wilds David Duffield David Leslie                    | Ford Cosworth DFV 3.0L V8            | A      | 36     |
| DNF  | C1       | 25  | C.A.M.S. Charles Ivey Racing                      | Dudley Wood John Cooper Barry Robinson                    | Grid S2                              | A      | 10     |
| DNF  | C1       | 25  | C.A.M.S. Charles Ivey Racing                      | Dudley Wood John Cooper Barry Robinson                    | Porsche Type-935 2.9L Turbo Flat-6   | A      | 10     |
| DNS  | C1       | 39  | Uchida Dome Racing Team                           | Eje Elgh Stanley Dickens                                  | Dome RC83                            | D      | 0      |
| DNS  | C1       | 39  | Uchida Dome Racing Team                           | Eje Elgh Stanley Dickens                                  | Ford Cosworth DFL 4.0L V8            | D      | 0      |
| DNS  | C2       | 99  | J.Q.F. Engineering Ltd.                           | Roy Baker Jeremy Rossiter François Duret                  | Tiga GC84                            | A      | 0      |
| DNS  | C2       | 99  | J.Q.F. Engineering Ltd.                           | Roy Baker Jeremy Rossiter François Duret                  | Ford Cosworth BDT 1.8L Turbo I4      | A      | 0      |

1923 · 1924 · 1925 · 1926 · 1927 · 1928 · 1929 · 1930 · 1931 · 1932 · 1933 · 1934 · 1935 · 1936 · 1937 · 1938 · 1939 · 1940 - 1948 · 1949 · 1950 · 1951 · 1952 · 1953 · 1954 · 1955 (Ramp) · 1956 · 1957 · 1958 · 1959 · 1960 · 1961 · 1962 · 1963 · 1964 · 1965 · 1966 · 1967 · 1968 · 1969 · 1970 · 1971 · 1972 · 1973 · 1974 · 1975 · 1976 · 1977 · 1978 · 1979 · 1980 · 1981 · 1982 · 1983 · 1984 · 1985 · 1986 · 1987 · 1988 · 1989 · 1990 · 1991 · 1992 · 1993 · 1994 · 1995 · 1996 · 1997 · 1998 · 1999 · 2000 · 2001 · 2002 · 2003 · 2004 · 2005 · 2006 · 2007 · 2008 · 2009 · 2010 · 2011 · 2012 · 2013 · 2014 · 2015 · 2016 · 2017 · 2018 · 2019 · 2020 · 2021 · 2022 · 2023 · 2024